# 图绍斯市镇

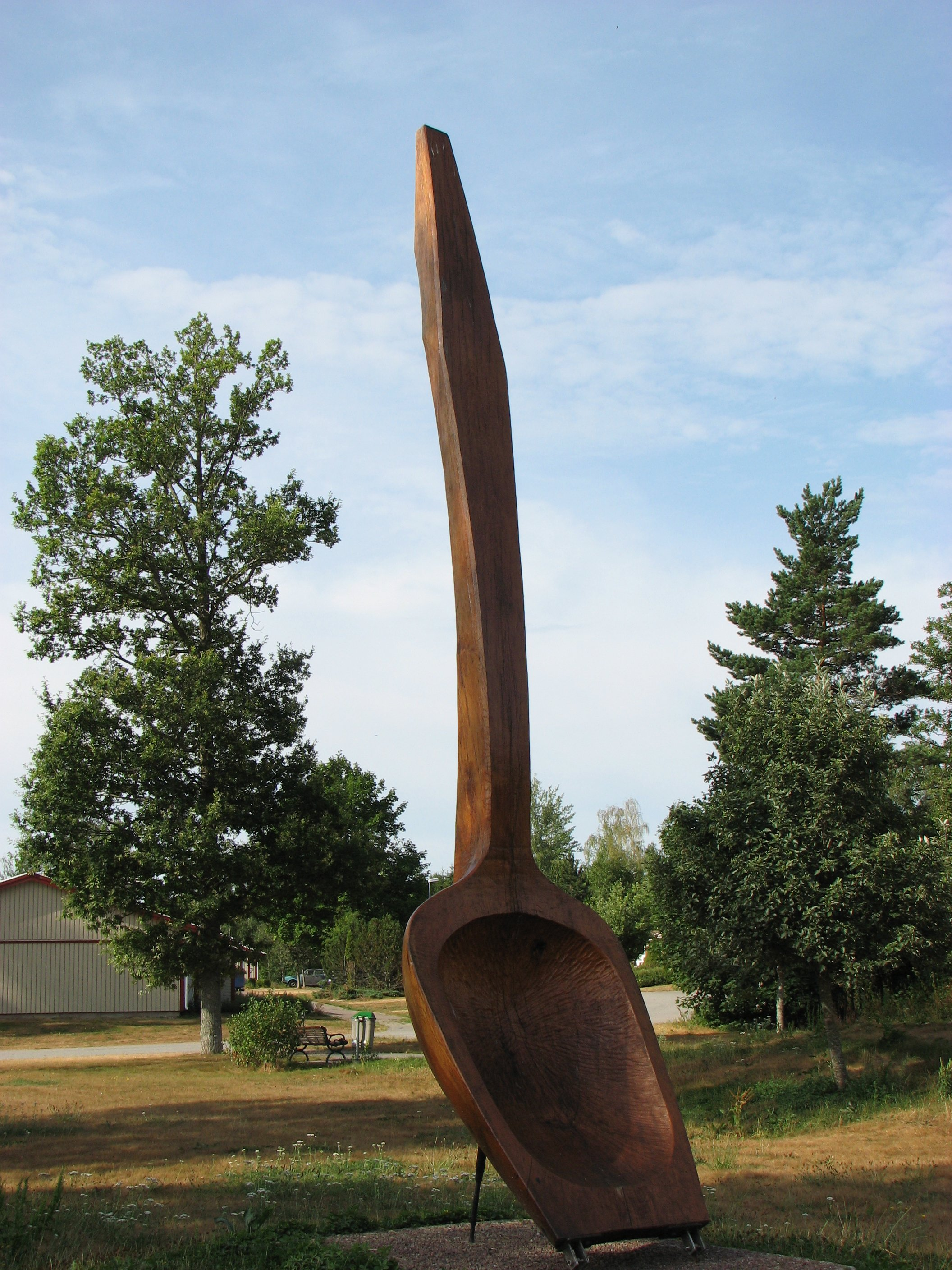
图绍斯市有着世界上最大的木勺，高4.64米宽1.07米

56°24′N 16°00′E / 56.400°N 16.000°E
图绍斯市镇（瑞典語：Torsås kommun）是瑞典东南部卡尔马省的一个市镇。其治所位于图绍斯。